# Danny Noppert
Danny Noppert (* 31. prosince 1990 Joure) je nizozemský profesionální hráč šipek, který hraje na akcích Professional Darts Corporation (PDC). Je bývalým finalistou mistrovství světa organizace BDO a také šampionem Finder Darts Masters v roce 2017, než v roce 2018 přešel do PDC, kde vyhrál v roce 2022 UK Open.

## Výsledky na mistrovství světa

### BDO
- 2017: Finalista (porazil ho Glen Durrant 3–7)
- 2018: Druhé kolo (porazil ho Mark McGeeney 1–4)

### PDC
- 2019: Druhé kolo (porazil ho Max Hopp 0–3)
- 2020: Třetí kolo (porazil ho Kim Huybrechts 2–4)
- 2021: Třetí kolo (porazil ho Dave Chisnall 2–4)
- 2022: Třetí kolo (porazil ho Ryan Searle 2–4)
- 2023: Třetí kolo (porazil ho Alan Soutar 2–4)
- 2024: Druhé kolo (porazil ho Scott Williams 0–3)
- 2025: Druhé kolo (porazil ho Ryan Joyce 1–3)

## Finálové zápasy

### Major turnaje BDO: 2 (1 titul)
| Legenda                  |
| ------------------------ |
| Mistrovství světa (0–1)  |
| Zuiderduin Masters (1–0) |

| Výsledek  | No. | Rok  | Turnaj             | Soupeř       | Skóre   |
| --------- | --- | ---- | ------------------ | ------------ | ------- |
| Finalista | 1.  | 2017 | Mistrovství světa  | Glen Durrant | 3–7 (s) |
| Vítěz     | 1.  | 2017 | Zuiderduin Masters | Jim Williams | 5–3 (s) |

### Major turnaje PDC: 2 (1 titul)
| Legenda                            |
| ---------------------------------- |
| UK Open (1–0)                      |
| World Series of Darts Finals (0–1) |

| Výsledek  | No. | Rok  | Turnaj                       | Soupeř             | Skóre     |
| --------- | --- | ---- | ---------------------------- | ------------------ | --------- |
| Finalista | 1.  | 2019 | World Series of Darts Finals | Michael van Gerwen | 2–11 (l)  |
| Vítěz     | 2   | 2022 | UK Open                      | Michael Smith      | 11–10 (l) |

## Výsledky na turnajích

### BDO
| Turnaj               | 2013              | 2014              | 2015              | 2016              | 2017 | 2018 |
| -------------------- | ----------------- | ----------------- | ----------------- | ----------------- | ---- | ---- |
| Mistrovství světa    | Nekvalifikoval se | Nekvalifikoval se | Nekvalifikoval se | Nekvalifikoval se | F    | 2R   |
| World Trophy         | NH                | DNQ               | DNQ               | QF                | 1R   | PDC  |
| Winmau World Masters | QF                | 2R                | 6R                | 5R                | DNP  | PDC  |
| Finder Darts Masters | RR                | DNQ               | SF                | RR                | W    | PDC  |

### PDC
| Turnaj                          | 2016              | 2017              | 2018              | 2019              | 2020              | 2021              | 2022 | 2023 | 2024 | 2025 |
| ------------------------------- | ----------------- | ----------------- | ----------------- | ----------------- | ----------------- | ----------------- | ---- | ---- | ---- | ---- |
| Hodnocené televizní turnaje     |                   |                   |                   |                   |                   |                   |      |      |      |      |
| Mistrovství světa               | BDO               | BDO               | BDO               | 2R                | 3R                | 3R                | 3R   | 3R   | 2R   | 2R   |
| World Masters                   | Nekvalifikoval se | Nekvalifikoval se | Nekvalifikoval se | Nekvalifikoval se | Nekvalifikoval se | Nekvalifikoval se | WD   | QF   | 2R   | SF   |
| UK Open                         | BDO               | BDO               | 2R                | 3R                | 4R                | 5R                | W    | 5R   | 5R   | 5R   |
| World Matchplay                 | BDO               | BDO               | DNQ               | 1R                | 2R                | 1R                | SF   | 2R   | 1R   |      |
| World Grand Prix                | BDO               | BDO               | 1R                | 2R                | 2R                | SF                | 2R   | 1R   | 1R   |      |
| Mistrovství Evropy              | BDO               | BDO               | 1R                | DNQ               | 1R                | QF                | QF   | SF   | SF   |      |
| Grand Slam of Darts             | 2R                | RR                | DNQ               | RR                | DNQ               | DNQ               | 2R   | 2R   | 2R   |      |
| Players Championship Finals     | BDO               | BDO               | SF                | 2R                | 2R                | 3R                | QF   | WD   | 3R   |      |
| Nehodnocené televizní turnaje   |                   |                   |                   |                   |                   |                   |      |      |      |      |
| World Cup of Darts              | Nekvalifikoval se | Nekvalifikoval se | Nekvalifikoval se | Nekvalifikoval se | QF                | DNQ               | SF   | 2R   | 2R   | SF   |
| World Series of Darts Finals    | Nekvalifikoval se | Nekvalifikoval se | Nekvalifikoval se | F                 | DNQ               | 1R                | 2R   | 2R   | 2R   |      |
| Statistika                      |                   |                   |                   |                   |                   |                   |      |      |      |      |
| Pořadí v žebříčku na konci roku | NR                | NR                | 47                | 31                | 25                | 18                | 8    | 7    | 13   |      |

| Legenda | Legenda | Legenda | Legenda        | Legenda | Legenda           | Legenda | Legenda     | Legenda | Legenda   |
| ------- | ------- | ------- | -------------- | ------- | ----------------- | ------- | ----------- | ------- | --------- |
| #R      | kolo    | QF      | čtvrtfinále    | SF      | semifinále        | F       | finalista   | W       | vítěz     |
| RR      | skupina | DNP     | nezúčastnil se | DNQ     | nekvalifikoval se | NH      | nekonalo se | WD      | odstoupil |